# Річард Гарісеб
Річард Гарісеб (англ. Richard Gariseb, нар. 3 лютого 1980, Окаханджа) — намібійський футболіст, що грав на позиції захисника.
Виступав, зокрема, за клуб «Орландо Пайретс» (Віндгук), а також національну збірну Намібії.

## Клубна кар'єра
У дорослому футболі дебютував 1999 року виступами за команду клубу «Орландо Пайретс» (Віндгук), в якій провів шість сезонів. 
Згодом з 2005 по 2014 рік грав у складі команд клубів «Вітс Юніверсіті», «Бідвест Вітс», «Орландо Пайретс» (Віндгук), «Бідвест Вітс», «Орландо Пайретс» (Віндгук) та «Бхаваніпоре».
Завершив професійну ігрову кар'єру у клубі «Орландо Пайретс» (Віндгук), у складі якого вже виступав раніше. Прийшов до команди 2014 року, захищав її кольори до припинення виступів на професійному рівні у 2016 році.

## Виступи за збірну
У 2001 році дебютував в офіційних матчах у складі національної збірної Намібії. Протягом кар'єри у національній команді, яка тривала 11 років, провів у її формі 46 матчів.
У складі збірної був учасником Кубка африканських націй 2008 року у Гані.